# 1. deild 1969
La 1. deild 1969 fu la 58ª edizione della massima serie del campionato di calcio islandese disputato tra il 26 maggio e il 21 settembre 1969 e conclusa con la vittoria del Keflavík, al suo secondo titolo.
Capocannoniere del torneo fu Matthías Hallgrímsson (ÍA) con 9 reti.

## Formula
Le squadre partecipanti passarono dalle sei della stagione precedente alle sette di quella attuale e si incontrarono in un turno di andata e ritorno per un totale di dodici partite.
L'ultima classificata spareggiò contro la seconda della 2. deild karla per la permanenza nella massima serie.
Le squadre qualificate alle coppe europee furono tre: i campioni alla Coppa dei Campioni 1970-1971, la seconda alla Coppa delle Fiere 1970-1971 e i vincitori della coppa nazionale alla Coppa delle Coppe 1970-1971.

## Squadre partecipanti
| Club     | Città          | Stadio | Posizione 1968     |
| -------- | -------------- | ------ | ------------------ |
| Fram     | Reykjavík      |        | 2°                 |
| KR       | Reykjavík      |        | Campione d'Islanda |
| Valur    | Reykjavík      |        | 4°                 |
| ÍBV      | Vestmannaeyjar |        | 5°                 |
| ÍBA      | Akureyri       |        | 3°                 |
| Keflavík | Keflavík       |        | 6°                 |
| ÍA       | Akranes        |        | 2. deild           |

## Classifica finale
|                    | Pos. | Squadra  | Pt | G  | V | N | P | GF | GS | DR |
| ------------------ | ---- | -------- | -- | -- | - | - | - | -- | -- | -- |
| Islanda (bandiera) | 1.   | Keflavík | 15 | 12 | 7 | 1 | 4 | 20 | 12 | +8 |
|                    | 2.   | ÍA       | 14 | 12 | 6 | 2 | 4 | 22 | 19 | +3 |
|                    | 3.   | KR       | 12 | 12 | 4 | 4 | 4 | 24 | 10 | +4 |
|                    | 4.   | ÍBV      | 12 | 12 | 3 | 6 | 3 | 20 | 20 | 0  |
|                    | 5.   | Valur    | 12 | 12 | 4 | 4 | 4 | 18 | 19 | -1 |
|                    | 6.   | Fram     | 10 | 12 | 2 | 6 | 4 | 8  | 16 | -8 |
|                    | 7.   | ÍBA      | 9  | 12 | 2 | 5 | 5 | 12 | 18 | -6 |

Legenda:
      Campione di Islanda e ammesso alla Coppa dei Campioni
      Ammesso alla Coppa delle Coppe
      Ammesso alla Coppa delle Fiere
      Ammesso ai play-out
Note:
Due punti a vittoria, uno a pareggio, zero a sconfitta.

### Spareggio retrocessione
L'ÍBA, vincitore della Coppa d'Islanda, concluse il campionato all'ultimo posto e spareggiò contro il Breiðablik Kópavogur per la permanenza in massima serie. Dopo aver pareggiato la gara di andata in casa vinse 3-2 in trasferta e si salvò.
|  | ÍBA | 1 – 1 | Breiðablik Kópavogur |  |

|  | Breiðablik Kópavogur | 3 – 2 | ÍBA |  |

### Verdetti
- Keflavík Campione d'Islanda 1969 e qualificato alla Coppa dei Campioni
- ÍBA qualificato alla Coppa delle Coppe
- ÍA qualificato alla Coppa delle Fiere